# نادي حسنية أكادير
الحسنية الاتحاد الرياضي لأكادير أو حسنية أكادير (بالأمازيغية : ⵍⵃⴰⵙⴰⵏⵢⵢⴰ ⵜⴰⵎⵓⵏⵜ ⵏ ⵜⵓⵏⵏⵓⵏⵜ ⵏ ⵓⴳⴰⴷⵉⵔ أو ⵍⵃⴰⵙⴰⵏⵢⵢⴰ ⵏ ⵓⴳⴰⴷⵉⵔ) هو نادي رياضي مغربي من مدينة أكادير، يشارك في الدوري المغربي الممتاز تم تأسيسه بتاريخ 22 ديسمبر 1946 على يد مجموعة من الوطنيين الغيورين المنتمين للحركة الوطنية المقاومة للاستعمار.

## تاريخ النادي

### التأسيس (1946)
تأسس نادي حسنية أكادير في 22 ديسمبر 1946، على يد مجموعة من الوطنيين الغيورين على وطنهم وذلك ردا على استئثار الفرنسين وحدهم بحق تكوين الأندية الرياضية في المغرب التي كانت تخضع في ذلك الوقت للحماية الفرنسية. ولذلك طرحت فكرة تكوين فريق نضال منطقة سوس الساحلية في غرب المغرب في ميدان الرياضة على غرار عدد من المدن المغربية الأخرى التي تم بها أمر مماثل. واتفق أفراد مجموعة مؤسسي هذا النادي على تسميته حسنية تعبيرا عن تشبثهم بهويتهم المغربية، وتم اختيار اللونين الأبيض والأحمر رمزا للفريق يمثلان الوطن والسلم. وفي سنة 1947 وبملعب آيت سوس ظهر الفريق السوسي لأول مرة مؤازرا بمئات المشجعين تهتف بحياة الحسنية وتنقم الإدارة الاستعمارية التي عارضت إنشاء الفريق.

### قبل الاستقلال (1946-1956)
لقد بدأت بوادر تأسيس فريق يمثل أكادير مند 1946. وتم الاتفاق على اسم الحسنية. وكدا اللونين الأبيض والأحمر. كما تم تعيين حسن أولحاج رئيسا والسيد الحسين بيجاوان كاتبا. ورفضت سلطات الاستعمار الفرنسي قبول ملف الإيداع. وبعد العراقيل الاستعمارية ظهر فريق الحسنية لأول مرة على أرضية ملعب آيت سوس بزيّه الرسمي سنة 1947. وبعد المباراة الأولى ثم استدعاء مسيري الفريق من قبل القبطان شيكس ليأمرهم باللعب خارج مدار أكادير واستبدال الزي الرسمي. رغم كل العراقيل التي وضعتها المستعمر يستمر فريق الحسنية بإجراء التداريب والمباريات بملعب مركالا لتصل أخباره باقي المدن المغربية.

### بعد الاستقلال
في عام 1956 تمت إعادة تأسيس نادي الحسنية بطريقة رسمية في ظل القوانين المنظمة للجامعة الملكية المغربية لكرة القدم. وبعد فترة كفاح في الأقسام المختلفة استطاع الفريق الصعود للقسم الأول وكان ذلك في موسم 1959/58.

### الولادة الثانية

شعار النادي الذي هو عبارة عن تشكيل على هيأة تاج يرمز لعرش مملكة المغرب.

في 29 فبراير 1960 عرفت مدينة أكادير هزة أرضية عنيفة ذهب ضحيتها الآلاف من سكان المدينة، ومن بينهم لاعبوا الحسنية ومجموعة من المسيرين والعشاق، وكان ذلك عشية استعدادهم للرحيل إلى وجدة لمنازلة المولودية.
وقد خلفت الكارثة أثرا عميقا بنفوس كل المغاربة والذين عبّروا عن تضامنهم ومساندتهم لمنكوبي الزلزال ولا أدلَّ على ذلك إهداء الفرق الوطنية للفريق لقب بطولة المغرب لموسم 60/61 كوسام شرفي، كما تم اتخاذ قرار الاحتفاظ به ضمن فرق الصفوة رغم عدم خوضه لما تبقّى من مباريات البطولة...
وبعد هده المحنة العصيبة التي مر منها استنهض الفريق همته وانطلقت سفينة الانبعاث، سفينة حسنية أكادير من جديد وكان موعده مع التاريخ حين وصل لنهائي كأس العرش في موسم 62/63 وخسر أمام جاره الكوكب المراكشي في الأشواط الإضافية ب3 ـ 2.
منذ الستينيات من القرن العشرين، لم يحقق فريق حسنية أكادير أي نتائج مبهرة أو بطولات تذكر على المستوى المحلي أو الإقليمي.. حتى حدثت المفاجأة في موسم 2002/2001 واستطاع فريق حسنية أن يغير إيقاع البطولة المحلية الكبرى التي عاشت فترة رتابة قوامها 6 مواسم متتالية كان خلالها فريق الرجاء صاحب الشهرة والصيت في المغرب وخارجها ـ البطل المتوج وقبل نهاية البطولات بعدة أسابيع.

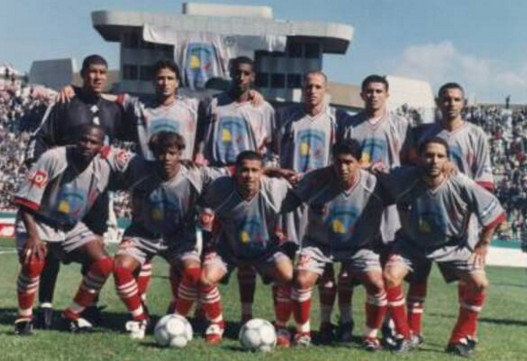
التشكيلة التي حققت البطولة الوطنية موسم 2002/2001

استطاع فريق حسنية والمشهور بغزالة سوس على اعتبار أنه جوهرة هذه المنطقة ككل، أن يدخل دائرة الضوء رافعا شعار الانتصار ولا شيء غيره. وتوالت الانتصارات وتضخم رصيد النقاط ـ وهو شيء لم يكن معتادا من قبل ـ وبدأ الحلم يكبر ويغذيه تشجيع الآلاف من الجماهير من كل أنحاء البلاد، ولم يسلم الأمر من منافسة متوقعة وخصوصا من فريق الوداد الذي تفنن في المطاردة ولم يستسلم حتى آخر أسبوع. وتشاء الظروف أن يتوج الفريق بطلا لأول مرة في تاريخه بعد أكثر من 55 سنة من بدء النشاط الكروي. وتكرر نفس الأمر في الموسم التالي فرغم فشلهم في الفوز في آخر مبارياتهم أمام الوداد، إلا أن الرجاء منافسهم ذاك العام والذي كان بإمكانه خطف درع الدوري لو حقق الفوز، هو الآخر تعادل في مباراته الأخيرة وأهدى اللقب للموسم الثاني على التوالي لفريق حسنية أكادير.
سنة 2006 ستعود حسنية اكادير للمنافسة على الألقاب من بوابة كأس العرش بوصولها إلى نهائي المسابقة، نهائي خسره الفريق السوسي أمام أولمبيك خريبكة بهدف لصفر، وقد شهد ربع النهائي مفاجئة كبيرة بانسحاب الرجاء من المسابقة وعدم حضورها لملعب الانبعاث بأكادير. موسم 2008/07 ستقدم الحسنية بطولة في المستوى وستحتل المركز الرابع الذي أهلها للمشاركة في دوري أبطال العرب.

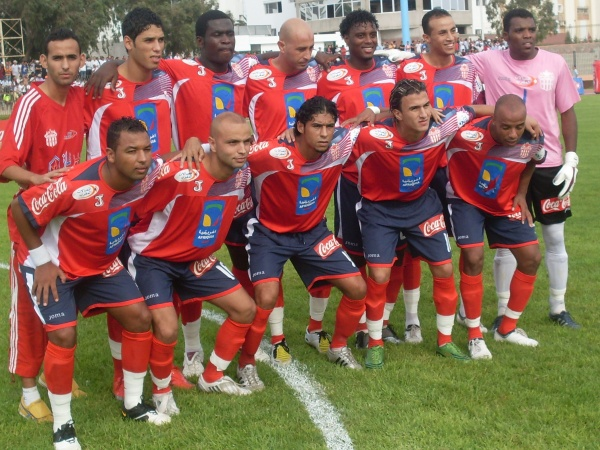
حسنية أكادير موسم 2009/10 بملعب الانبعاث

بعد سنوات من سوء النتائج والغياب عن المراتب المتقدمة، ستعود غزالة سوس للمنافسة على البطولة الوطنية لموسم 2018/17 وستحتل الصدارة لأكثر من نصف الموسم، ومع نهاية الموسم ستتراجع للمركز الثالث رغم تساويها في النقاط والأهداف مع الوصيف الوداد واحتكمت الجامعة الملكية المغربية لكرة القدم إلى المواجهات المباشرة بين الفريقين للحسم في هوية المشارك في دوري أبطال إفريقيا وكأس الكونفدرالية الإفريقية.

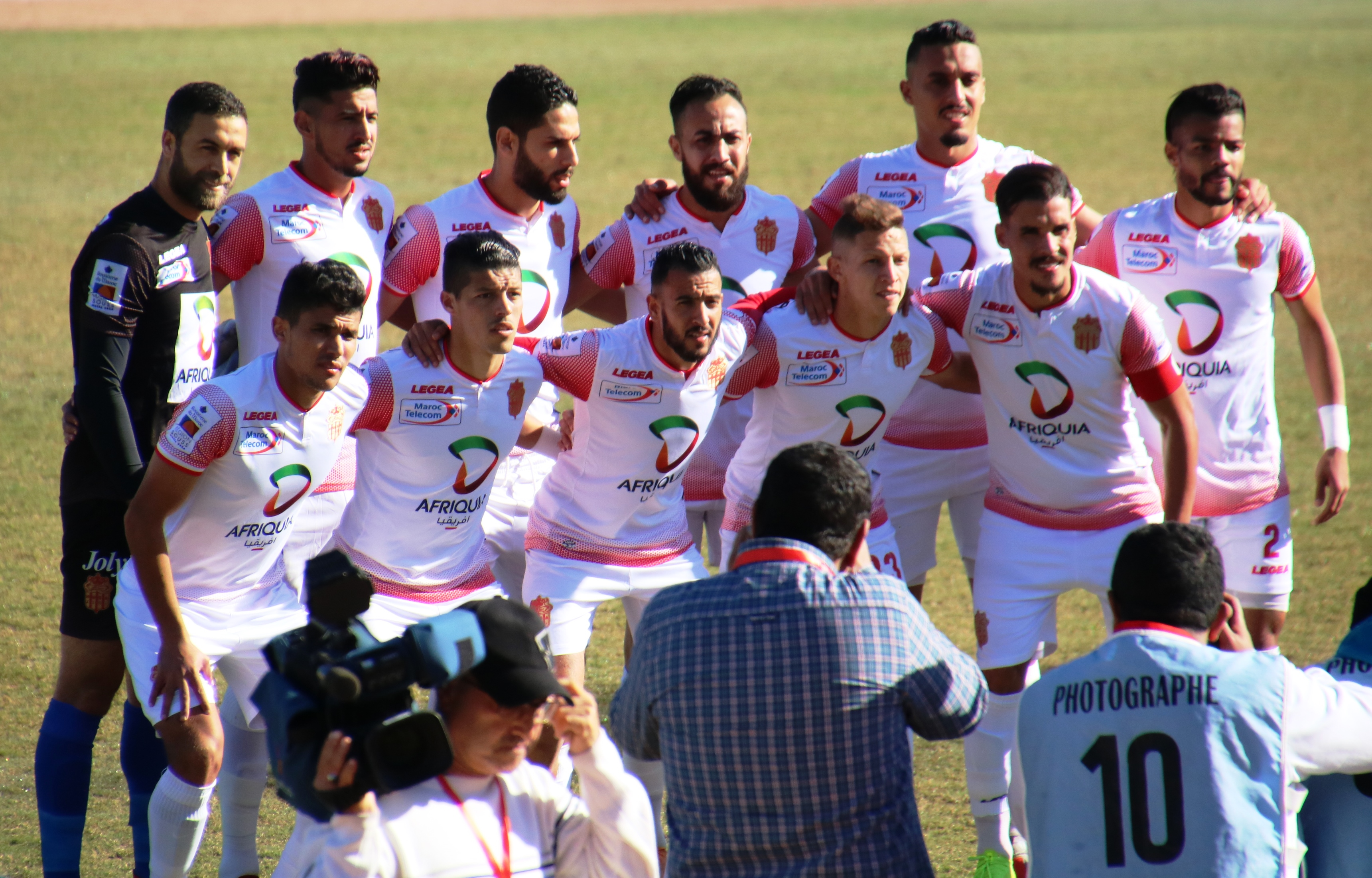
حسنية أكادير سنة 2018 امام الفتح الرياضي

وتكرر نفس الأمر في موسم 2019/18 واحتلت حسنية أكادير المركز الثالث بعد منافسة كبيرة مع أولمبيك آسفي الذي سقط في آخر جولة من الموسم ما سمح للحسنية بالمشاركة في كأس الكونفدرالية الإفريقية بفارق الاهداف عن مطارده المسفيوي، أما في منافسات كأس العرش فقد وصلت الغزالة السوسية إلى نهائي المسابقة وخسرت أمام الاتحاد البيضاوي الممارس في الدرجة الثانية المغربي بنتيجة 1-2.
وكانت الحسنية في موعد مع التاريخ موسم 2020/19 بوصولها إلى نصف نهائي كأس الكونفدرالية الإفريقية لأول مرة في تاريخها وأقصيت أمام الفريق المغربي الآخر نهضة بركان بنتيجة 1-2 في مجموع مبارتي الذهاب والإياب.

## سجل بطولات النادي

### الألقاب
|  | البطولات               | عدد الألقاب | سنوات الألقاب |
|  | ---------------------- | ----------- | ------------- |
|  | الدوري المغربي الممتاز | 2           | 2002، 2003    |

كأس العرش :
وصيف البطل : 1963 ، 2006 ، 2019
كأس الملك محمد الخامس :
وصيف البطل : 1988

## المسابقات الخارجية
- دوري أبطال إفريقيا: مشاركتين[16][17]

2003 - الدور الثاني
2004 - الدور الثاني
- كأس الكونفيدرالية الإفريقية: 3 مشاركات

2007 - الدور الثاني
2019 - ربع النهائي
2020 - نصف النهائي

## شعار النادي

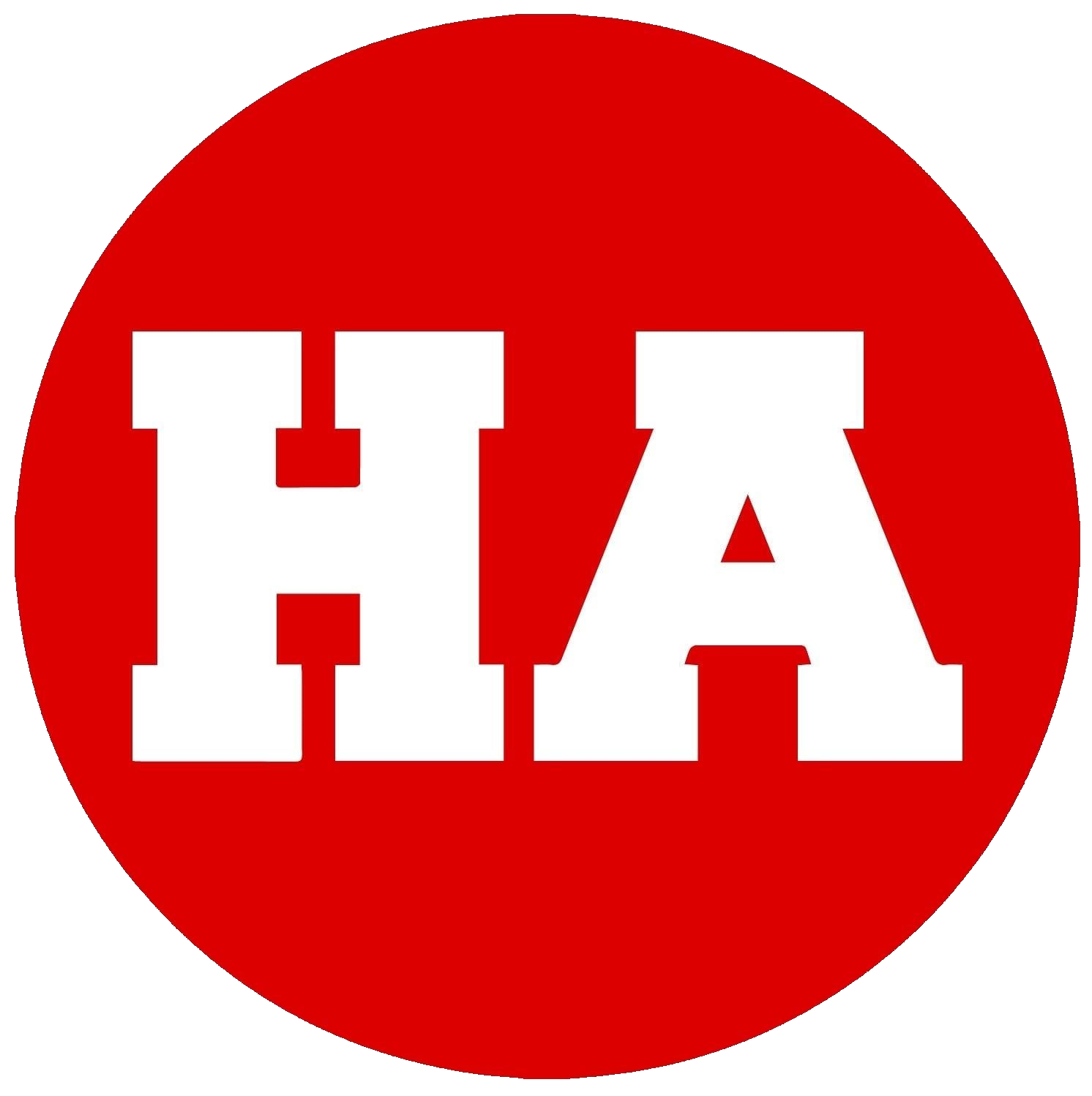
الشعار الأول للنادي و يحتوي على الحرفين الأولين لاسم الفريق بالفرنسية.

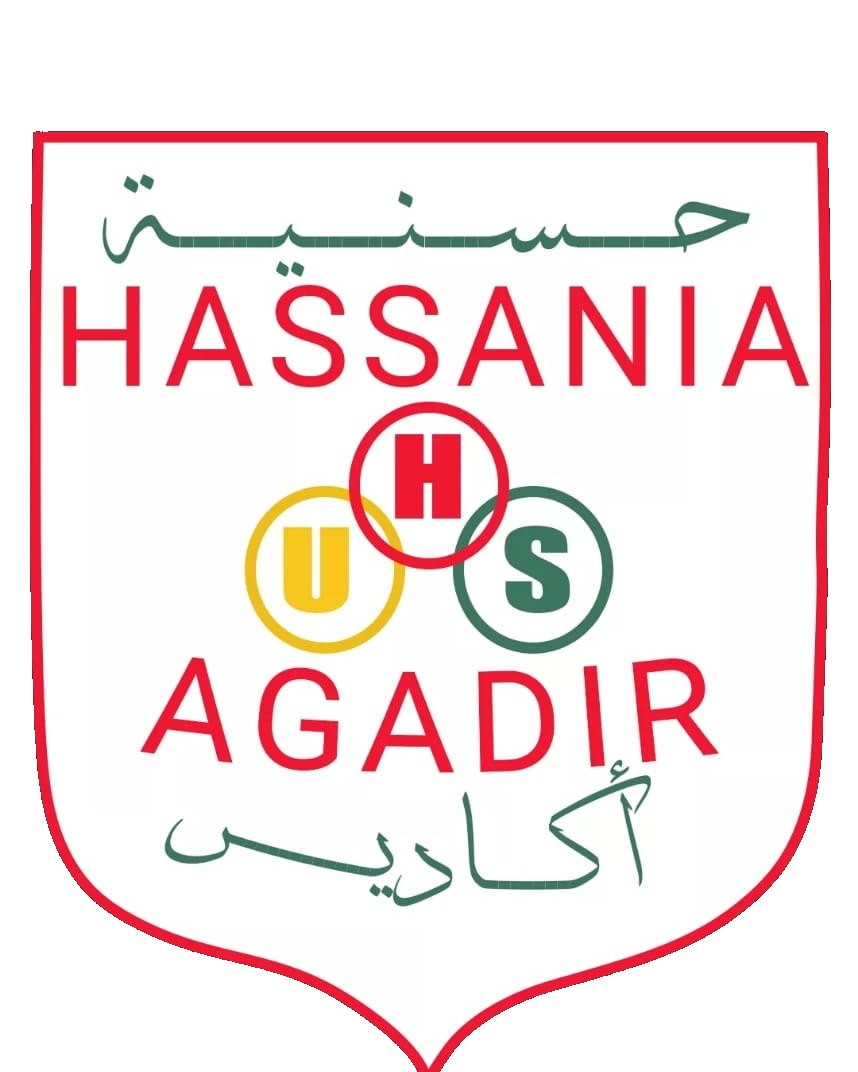
تم تغيير الشعار للمرة الاولى سنة 1963 وقد شهد تطورا كبيرا من حيث الشكل والألوان والخط.

الشعار عرف تغييرا جذريا سنة 1990 وهو عبارة على تشكيل على هيأة تاج يرمز لعرش المملكة المغربية.

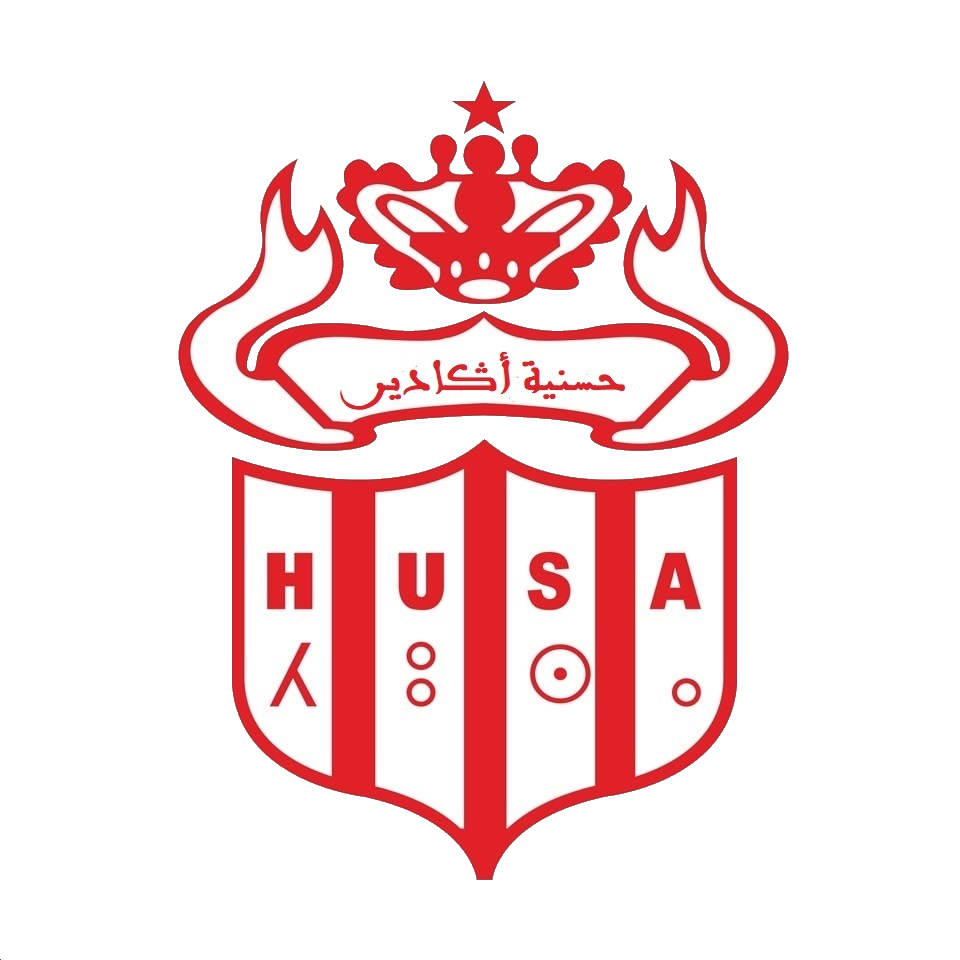
سيتم تعديل شعار النادي مرة أخرى سنة 2013 بإضافة حروف تيفيناغ لكون الفريق يمثل جهة سوس ماسة الأمازيغية.

## ملعب النادي
- ملعب الانبعاث

في عام 1947 تم إنشاء ملعب للفريق وتمت تسميته ملعب الانبعاث من منطلق أن يكون مصدر انبعاث للحركة الوطنية المعارضة لسيطرة المستعمر الفرنسي. وعلى هذا الملعب ظهر فريق حسنية لأول مرة مدعما بمؤازرة المئات من أهل منطقة سوس تهتف بحياة الحسنية ممثلة الحركة الوطنية وتلعن السيطرة الاستعمارية التي عارضت إنشاء الفريق.
- ملعب أدرار

مركب أدرار بأكادير، الطبيعة الزلزالية للمنطقة التي شُيّد بها المركب جعلت إنشاؤه يلزم القائمين على المشروع بمضاعفة إجراءات السلامة وتشييد المركب بدقة متناهية وباستعمال أحدث التقنيات في هذا المجال مع الاعتماد على الردوم المدعمة بالإسمنت كأساسات للمدرجات. كل ذلك ساهم في تأخر نسبي للأشغال. طاقته الاستيعابية تقدر بـ 45.000 متفرج، منهم 10000 مدرجات مغطاة. شُيّد شرق المدينة، على مساحة إجمالية تقدر بـ 22.500 م مربع. ويتكون المركب من ملعبين معشوشبين: ملعب رئيسي لكرة القدم مجهز بحلبة لألعاب القوى بثمانية ممرات، ثم ملعب ملحق بستة ممرات وفضاءات لألعاب القوى كذلك. أما المرافق التي يتوفر عليها المركب أيضا فهي كما يلي:
- المرافق المخصصة للرياضيين من مستودعات الملابس وقاعة للتهييء ومركز طبي رياضي
- مرافق مخصصة للصحافيين : (قاعة للندوات ـ قاعات للتحرير ـ مكاتب تابعة لوكالات الأنباء...). ـ مرافق مخصصة للعموم وتشمل أمكنة التذاكر، والمقاصف والمرافق الصحية. ـ مرافق للشخصيات الرسمية (قاعة للاستقبال ـ قاعات شرفية ـ مطعم) ـ مرافق خاصة للمنظمين (مكاتب ـ قاعات الاجتماعات). ـ مرافق خاصة بمصالح الأمن والإسعافات والعلاجات الطبية. ـ مرافق تقنية. كما يتوفر المركب على مواقف للسيارات والحافلات بإمكانها استقبال 7500 سيارة و375 حافلة.

### قميص النادي
| الطقم التاريخي للنادي والذي الذي كان يلعب به قبل الاستقلال. |

## وصلات خارجية
- (بالعربية) موقع حسنية اكادير - موقع لحسنية اكادير باللغة العربية